# Sisyphus (film)
A Sisyphus 1974-ben bemutatott magyar rajzfilm, amelynek rendezője Jankovics Marcell. A kisfilmet a legjobb animációs rövidfilm kategóriában Oscar-díjra is jelöltek.

## Cselekmény
A mű Sziszüphosz történetét dolgozza fel, akinek büntetésként egy követ kell a Tartarosz hegyre felgörgetnie, de a kő mindig visszagurul. Ezt a reménytelen küzdelmet mutatja be az alkotás.

## Alkotók
- Írta, tervezte és rendezte: Jankovics Marcell
- Dramaturg: Osvát András
- Operatőr: Bacsó Zoltán
- Zenei rendező és hangmérnök: Bársony Péter
- Hangasszisztens: Zsebényi Béla
- Vágó: Czipauer János
- Vágóasszisztens: Gyöpös Katalin
- Rajzolták: Szalay Edit, Székely Ida
- Gyártásvezető: Csillag Márta

Készítette a Pannónia Filmstúdió

## Háttér
A rendező mintegy 6 hét alatt szinte egyedül rajzolta meg az 1800 rajzból álló kisfilmet. Az eredeti változat szerint Sziszüphosz felgörgette volna a követ a hegyre, mely golyóvá válik és egy golfütő üti el.

## Díjak, jelölések

### Oscar-díj(1976)
- jelölés: legjobb animációs rövidfilm (Jankovics Marcell)

### Zágrábi Animációsfilm Fesztivál (1974)
- díj: I. díj[4]

### Teheráni Gyermekfilmfesztivál (1975)
- díj: Kritikusok díja
- díj: Gyermekzsűri díja
- díj: Teheráni Egyetem díja[4]

### Oberhausen (1975)
- díj: Kitüntető Diploma[4]